# Trigoniàcies
Trigoniaceae és una família de plantes amb flors que conté 28 espècies en 4 gèneres. És una família de distribució disjunta i tropical que es troba a Madagascar, sud-est asiàtic, Amèrica Central i Amèrica del Sud.
Són arbres o arbusts. El fruit és una càpsula o bé una sàmara.